# Clarissa Piccinin Frizzo
Clarissa Piccinin Frizzo é professora do Departamento de Química da Universidade Federal de Santa Maria (UFSM). Ela pesquisa a química de heterociclos; síntese, propriedades e aplicações de líquidos iônicos em próteses ortopédicas e dentárias; cristais e química supramolecular.
Possui graduação em Farmácia Industrial, mestrado e doutorado em Química, ênfase em Química Orgânica, todas pela UFSM. Atualmente, tem mais de 106 artigos publicados e é detentora de uma patente.
Foi vencedora do 1º Prêmio para Mulheres Brasileiras em Química e Ciências Relacionadas em 2018, na categoria Líder Emergente, voltada para pesquisadoras com menos de 40 anos, por seu trabalho com síntese heterocíclica.